# Becán
Becán egy jelentős maja régészeti lelőhely délkelet-Mexikóban, Campeche államban. Neve a maja nyelvből származik, jelentése „vízmosás”. Különlegessége a központi területet körbevevő mesterséges árok és több nagy méretű épület. A Río Bec régióban fekvő város története i. e. 600 körül kezdődött, majd fénykorát a klasszikus korban (600 és 1000 között) élte, amikor regionális főváros is volt. A késői posztklasszikus korban hanyatlani kezdett.

## Leírás
Becán Campeche állam keleti részén, Calakmul község területén található egy viszonylag sík területen, őserdővel teljesen körbevéve. A 186-os főút nyugat–keleti irányú, Escárcega és Xpujil közötti szakasztról északra található, a Becán nevű modernkori település északnyugati sarkánál. 1934-ben fedezte fel Karl Ruppert és John Denison, akik a Carnegie Intézet megbízásából a Yucatán-félsziget déli vidékeit járták be ősi lelőhelyek után kutatva.
Fő épületcsoportjait és tereit egy árok veszi körbe, talán innen ered a város neve is. Az árokkal körbevett központnak hét bejárata volt: három északon, egy nyugaton, kettő délen és egy keleten, ez utóbbi a ma használatos egyetlen bejárat. A keleti tér körül áll a két zömök oldalsó toronnyal rendelkező 1-es épület, a középső lépcsővel ellátott 3-as és 4-es épület, valamint nyugaton a 2-es épület. A középső tér körül a 8-as, a 9-es és a 10-es áll: a 8-as a két fő teret összekötő úton található alagúton keresztül közelíthető meg, a 9-es különlegessége, hogy 32 méteres magasságával ez Becán legmagasabb épülete, a 10-esben pedig nagy maszkot ábrázoló stukkó maradványait őrzik. A nyugati tér szélén egy labdajátékpálya terül el.
A központot körbevevő árkon kívül számos kisebb építmény található, köztük magtárak és szentélyek. Maga az árok, amely egyedülálló a maja világban, egyes kutatók szerint a Becán és más városok közti háborúskodásra bizonyíték, mások úgy vélik, mindössze a városon belül különítette el a társadalmi osztályokat: belül az elit, kívül az alacsonyabb szintű emberek éltek, akik főleg mezőgazdasággal és kézművességgel foglalkoztak.

## Képek

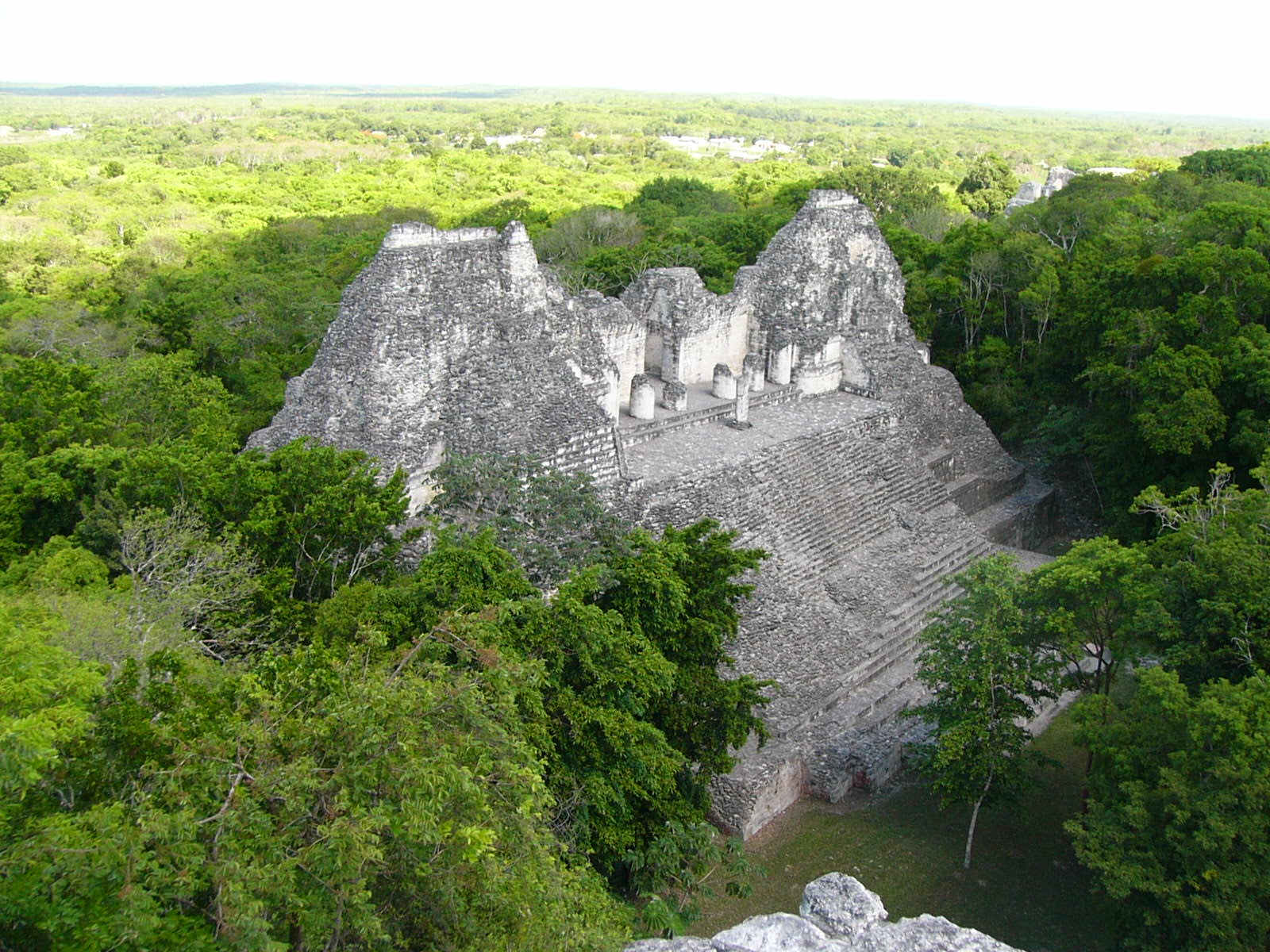
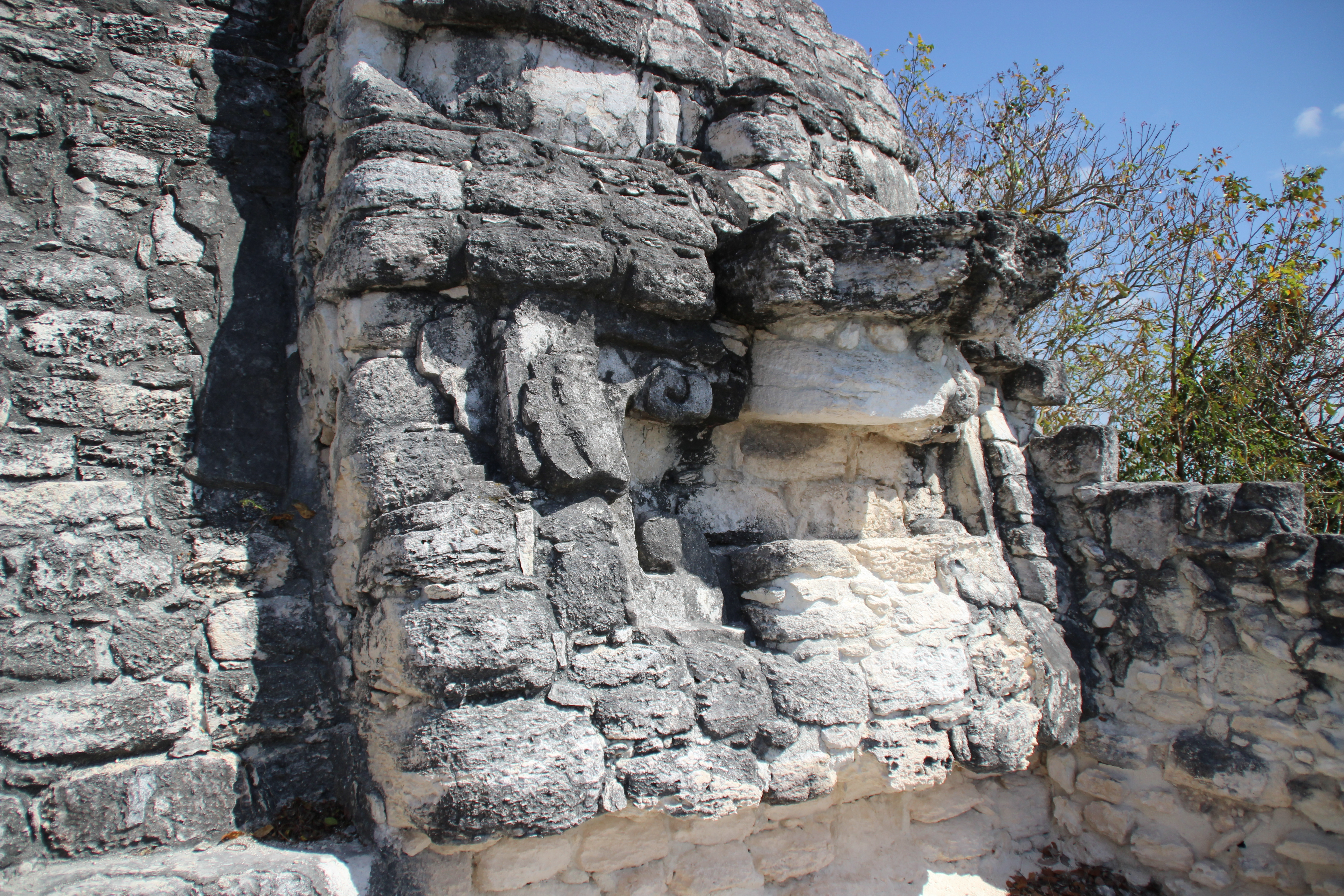
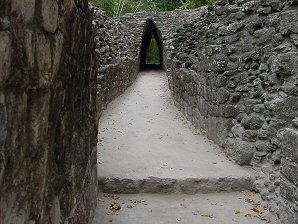
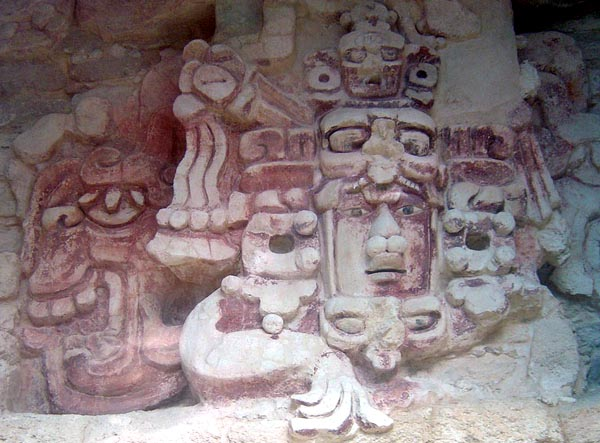